# Coracora
Coracora è una città del Perù, capoluogo della Provincia di Parinacochas nella regione di Ayacucho. Ha una popolazione di 10 000 abitanti e dista circa 800 km dalla capitale Lima.
Il clima è secco e abbastanza freddo. Le giornate sono calde di solito tra i 12 e 18 °C e fredde notti tra -5 e 5 °C. La stagione invernale si verifica tra giugno e settembre, con frequenti gelate e miti ed estati molto umido, con tempeste tra dicembre e marzo.

## Storia
Fondata dai conquistatori spagnoli del XVII secolo, probabilmente su un insediamento andino amerindi, ben presto sviluppato una significativa popolazione di origine europea, come è stata la strada tra Lima e Cuzco. La prova di questo vecchi edifici coloniali, come la bella chiesa locale di stile barocco e rinascimentale, costruito in pietra bianca.
Tuttavia, Coracora di secolo XIX e XX, diventa una delle città degli altopiani meridionali del Perù ma fiorente, grazie alle esportazioni di bestiame che potrebbe raccogliere un numero significativo di imprenditori locali ed europei immigrati.
Dal 1940, Coracora raggiunto un boom economico e culturale insolito per una piccola città di montagna del Perù, questa prosperità cominciò a cambiare nel 1980 in rapporto diretto con la violenza sociale di quegli anni in tutto il paese.
Ora ha ripreso il suo commercio di bestiame centrale e del turismo con un miglioramento significativo in strade di accesso, infrastrutture e servizi.